# BSコンシェルジュ
『BSコンシェルジュ』（ビーエス コンシェルジュ）は、2011年4月4日から2022年3月23日までの11年間、NHK総合・NHK BSプレミアム・NHK BS1で放送された情報番組・トーク番組である。NHK BSの番組の出演者とトークを交えながら紹介した。

## 概要
2011年1月31日から『歌うコンシェルジュ』の月曜日に「今週のBS」として放送されたが、同年4月4日から月曜日のみ『歌うコンシェルジュ』から独立した形で放送を開始した。
2012年度から番組がリニューアルされた。字幕放送を実施、NHK放送センター内のスタジオ収録から東京都渋谷区渋谷の商業施設「渋谷ヒカリエ」での公開収録に変更した。
2013年度からは収録場所が東京・丸の内のJPタワーに変わったが、同年度の途中から、ほぼスタジオ収録に戻した。
公開収録に関してはNHKネットクラブを通じての事前応募制が実施されていたが、スタジオ以外の収録では公共の場所のため、応募していなくても着席できないだけで観覧は可能であった。
2021年度に再び番組をリニューアルし、放送を金曜日から火曜日に変更。2022年3月23日のBSプレミアムでの放送を最後に終了した。

## 放送時間の推移
全放送リスト：総合BSプレミアムBS1

### 総合
| 期 間                         | 曜日 | 放 送 時 間   | 放 送 時 間                      |
| ----------------------------- | ---- | ------------- | -------------------------------- |
| 2011年4月4日 - 9月12日        | 月   | 10:05 - 10:54 | [ 5 ] [ 注 2 ] [ 注 3 ] [ 注 4 ] |
| 2011年10月3日 - 2012年3月19日 | 月   | 10:05 - 10:49 | [ 5 ] [ 注 2 ] [ 注 3 ] [ 注 4 ] |
| 2012年4月6日 - 2021年3月26日  | 金   | 12:20 - 12:43 | [ 6 ] [ 注 5 ]                   |
| 2021年3月30日 - 2022年3月15日 | 火   | 11:05 - 11:28 | [ 9 ] [ 注 6 ]                   |

### BSプレミアム
| 期 間                         | 曜日 | 放 送 時 間   | 放 送 時 間 |
| ----------------------------- | ---- | ------------- | ----------- |
| 2011年4月4日 - 9月26日        | 月   | 19:00 - 19:49 | [ 18 ]      |
| 2011年10月3日 - 2012年3月19日 | 月   | 18:00 - 18:44 | [ 18 ]      |
| 2012年4月6日 - 9月28日        | 金   | 17:00 - 17:23 | [ 19 ]      |
| 2012年10月5日 - 2019年3月29日 | 金   | 16:00 - 16:23 | [ 20 ]      |
| 2019年4月6日 - 2021年3月27日  | 土   | 6:00 - 6:23   | [ 21 ]      |
| 2021年3月31日 - 2022年3月23日 | 水   | 4:35 - 4:58   | [ 9 ]       |

### BS1
| 期 間                         | 曜日 | 放 送 時 間   | 放 送 時 間 |
| ----------------------------- | ---- | ------------- | ----------- |
| 2012年5月18日 - 2013年3月22日 | 金   | 21:00 - 21:23 | [ 22 ]      |
| 2013年4月5日 - 2014年3月28日  | 金   | 17:00 - 17:23 | [ 23 ]      |
| 2014年4月4日 - 2015年3月27日  | 金   | 17:25 - 17:48 | [ 24 ]      |
| 2015年4月3日 - 2021年3月12日  | 金   | 14:00 - 14:23 | [ 25 ]      |
| 2021年3月30日 - 2022年3月15日 | 火   | 14:00 - 14:23 | [ 9 ]       |

## 放送日変更の事例
放送リスト
- 2011年9月5日：10時の『NHKニュース』（台風12号関連）が拡大のため、6日未明に振替放送[16][17]。
- 2012年4月13日：12時の『NHKニュース』（北朝鮮ミサイル関連）が拡大のため、15日未明に振替放送[27][28]。
- 2012年6月15日：12時の『NHKニュース』（高橋克也容疑者逮捕関連）が拡大のため、17日未明に振替放送[29][30]。
- 2013年1月25日：12時の『NHKニュース』（アルジェリア人質事件関連）が拡大のため、26日未明に振替放送[31][32]。
- 2020年11月6日：12時の『NHKニュース』（アメリカ大統領選挙関連）が拡大のため、7日未明に振替放送[33][34]。
- 2021年7月13日：『MLBホームランダービー2021』を中継のため、15日未明に振替放送[35][36]。
- 2021年11月23日：『これまでの群青領域（第1 - 5回ダイジェスト）』を放送のため、25日未明に振替放送[37][38]。
- 2022年1月18日：『令和4年歌会始』を中継のため、20日未明に振替放送[39][40]。

## 出演者

### 司会
○印はNHKアナウンサー。
- 永井伸一○（2011年度）
- 中村慶子○（2012年度）
- 高橋さとみ○（2013年度・2014年度）
- アンドレア・ポンピリオ（同上）
- 真下貴○（2015年度）
- 村井美樹[注 7]・秀島史香・黒田有彩[注 8]（同上）：3人のうちいずれかが出演[注 9]。
- 二宮直輝○（2016年度）
- 稲塚貴一○（2017年度 - 2019年度）：熊本への異動に伴い降板。
- 福田彩乃・安めぐみ（2016年度 - 2020年度）：交互に出演。
- 田村直之○（2020年3月30日 - 2021年10月12日）：NHKを退局し富士通マーケティング部への転職に伴い降板。
- 山田賢治○（2021年10月19日 - 2022年3月15日）
- 丘みどり・岡田結実・橋本マナミ（2021年度）：交代出演。

### ナレーション
- 満仲由紀子
- 渡辺久美子
- 安井絵里

### ゲストMC
2012年5月から2013年3月まで中村とともに番組を進行した。いずれもBSで放送される番組の出演者が担当した。
- アンドレア・ポンピリオ（地球テレビ エル・ムンド。2012年5月、7月、9月28日 - 10月12日、11月9日 - 30日および12月28日以降）
- 中野裕太（地球アゴラ。2012年6月および10月19日 - 11月2日）
- 富永愛（写ねーる。2012年8月24日 - 9月21日）
- 山崎樹範（ワンワンパッコロ!キャラともワールド。2012年12月7日 - 21日）